# کد داربستی فضا-زمانی
کد داربستی فضا-زمانی (به انگلیسی: space-time trellis code) نوعی کد فضا-زمانی است که در ارتباطات بی‌سیم چند آنتنی به کار می‌رود. این رهیافت، چندین نسخۀ از یک سیگنال مدوله‌شده به روش مدولاسیون کدشدۀ داربستی تعمیم‌یافته را در بازه‌های زمانی معین از چندین آنتن می‌فرستد؛ در واقع سیگنال، در زمان و فضا (از راه آنتن‌ها) توزیع می‌شود. گیرنده از این نسخه‌های چندگانه برای  بازسازی داده‌های فرستاده‌شده بهره می‌برد. در کد داربستی فضا-زمانی، چندین آنتن فرستنده و تنها یک آنتن گیرنده لازم هستند. اما اغلب از چندین آنتن گیرنده نیز استفاده می‌شود، زیرا عملکرد سیستم با تنوع مکانی (به انگلیسی: spatial diversity) حاصل بهبود می‌یابد.
در مقایسه با کد بلوکی فضا-زمانی که به ما تنها بهرۀ تنوع (به انگلیسی: diversity gain) می‌دهد، کد داربستی فضا-زمانی هم بهره تنوع و هم بهره کدگذاری (به انگلیسی: coding gain) در اختیارمان می‌گذارد، و بنابراین عملکرد نرخ خطای بیتی بهتری دارند. در اصل، کد داربستی فضا-زمانی، کدگذاری زمان‌پیوسته تک‌کاناله را با پروتکل سیگنالینگ مورد استفاده ترکیب می‌کند و آن را با یک چارچوب چند آنتنی گسترش می‌دهد. بااین‌حال، کدگذاری و کدگشایی کد داربستی فضا-زمانی پیچیده‌تر از کد بلوکی فضا-زمانی است؛ کد داربستی فضا-زمانی به کدگشایی ویتربی در گیرنده نیاز دارد، درحالی‌که کد بلوکی فضا-زمانی تنها به پردازش خطی نیاز دارد. همچنین، در حالی که در یک چارچوب تک‌فرستنده-تک‌گیرنده، الگوریتم ویتربی (یا یکی از الگوریتم‌های کدگشایی متوالی) تنها روی یک داربست در زمان پیش می‌رود، در کد داربستی فضا-زمانی، کدگشایی بهینه باید شمار آنتن‌ها را نیز در نظر بگیرد که به پیچیدگی محاسباتی چندجمله‌ای (به انگلیسی: polynomial-time complexity) می‌انجامد.
کد داربستی فضا-زمانی را تارخ و همکاران در 1998 پیش نهادند.